# زیردریایی یو-۸۶ (۱۹۴۱)
زیردریایی یو-۸۶  یکی از زیردریایی های نیروی دریایی آلمان نازی در طی جنگ جهانی دوم بود. 
ساخت این زیر دریایی در 20 ژانویه سال 1940 در شرکت کشتی سازی فلندر ورک شهر لوبک آلمان تحت شماره کارخانه ای 282 آغاز و در 10 می سال 1941 به آب انداخته شد.  این زیردریایی در تاریخ 8 ژوئیه همان سال وارد خدمت گردید.  طول  این زیردریایی ۶۶٫۵ متر (۲۱۸ فوت ۲ اینچ) بود. 